# Junkers F 13
Junkers F.13 (také známý jako F 13) bylo německé jednomotorové dopravní letadlo, které poprvé vzlétlo 25. června 1919. Bylo to první civilní letadlo, které bylo celé pokryto vlnitým plechem a jako první mělo bezpečnostní pásy pro cestující. Mělo velmi pokročilý design. Výroba Junkersů F 13 byla zastavena v roce 1932. Bylo vyrobeno kolem 60 různých variant. Letoun byl používán mnoha aeroliniemi po celém světě.

## Vznik a vývoj

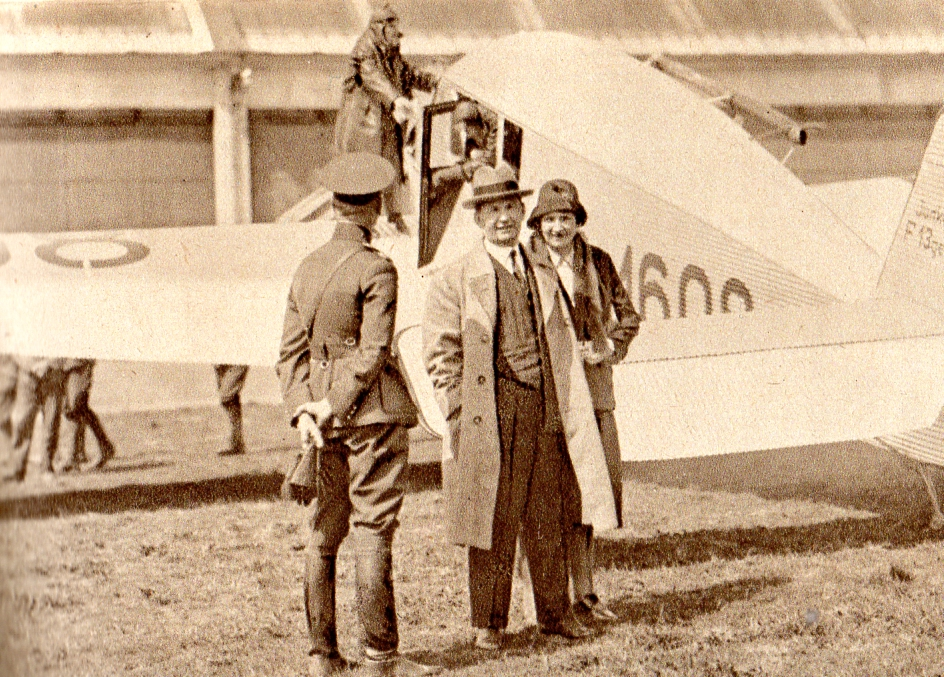
Junkres F 13 (D-1608) a Tomáš Baťa

Vývoj stroje F-13 započal již v den německé kapitulace 11. listopadu 1918, kdy profesor Hugo Junkers zadal ing. Otto Reuterovi vypracování návrhu na civilní dopravní letoun. Projekt J-12, vycházející z vojenského J-10 byl zamítnut, Junkersem byl přijat až zcela nově koncipovaný projekt J-13 pro dva piloty a čtyři cestující.
Ve společnosti Junkers Flugzeug und Motorenwerke A.G. (oficiální název od 24. dubna 1919) v Dessau započali se stavbou hned tří prototypů současně, z nichž jeden byl určen pro pevnostní zkoušky. Před dohotovením prvních prototypů bylo označení změněno na Junkers F-13, kdy písmenem F továrna Junkers nadále označovala jednomotorové dopravní letouny.
První let F-13, pokřtěného "Annelise", proběhl 25. června 1919 s pohonnou jednotkou Mercedes D.IIIa o výkonu 117 kW, krátce nato následovaný druhým strojem "Herta" (imatrikulace D-1, později D-183).
Již 13. září 1919 dosáhl pilot Monz se strojem "Annelise" neoficiálního (Německo tehdy nebylo členem FAI) světového výškového rekordu vystoupáním do hladiny 6750 m s osmi osobami. K výkonu F-13a dopomohl rovněž nový motor BMW IIIa o výkonu 132 kW.
Sériová produkce typu probíhala v letech 1919 až 1932 v celkovém počtu 322 exemplářů. V rozmezí těchto let vzniklo mnoho variant s poměrně složitým systémem označování změn draku a pohonných jednotek. Za typové číslo Junkers uváděl souhláskami variantu draku, samohláskami variantu motoru. Jako první takto označovaný letoun byl zkonstruován Junkers F-13ba s motorem Junkers L-2 o výkonu 147 kW.
Označení e pak bylo přiděleno verzi s motorem Junkers L-5 o 228 kW, i pro variantu s pohonnou jednotkou BMW-IV o výkonu 236 kW, o s BMW-Va o 265 kW, u s motorem Pratt & Whitney Wasp o výkonu 330 kW, y s Armstrong Siddeley Puma o 169 kW a ä pro F-13 s pohonem Armstrong Siddeley Jaguar o výkonu 323 kW atd. Podle typu přistávacího zařízení, kolový podvozek, lyže, nebo plováky se uplatňovaly zkratky L, S a W.

## Popis letounu
Junkres F-13 byl jednomotorový samonosný dolnoplošník pro dvoučlennou posádku a 3-4 cestující. K potahu kovové kostry draku byl použit vlnitý duralový plech. Z téhož materiálu byly i krycí plechy. Cestující seděli uvnitř trupu v zakryté kabině, zatímco posádka byla v otevřeném pilotním prostoru. Chráněna byla pouze větrnými štíty. Podvozek byl pevný, odpérovaný, v zádi trupu byla umístěna ostruha. Pro použití u Baťovy letecké společnosti byl na letoun namontován řadový šestiválcový motor Walter W-IV o výkonu 240 k (176 kW) při 1400 ot/min a poháněl pevnou kovovou dvoulistou vrtuli.

## Uživatelé

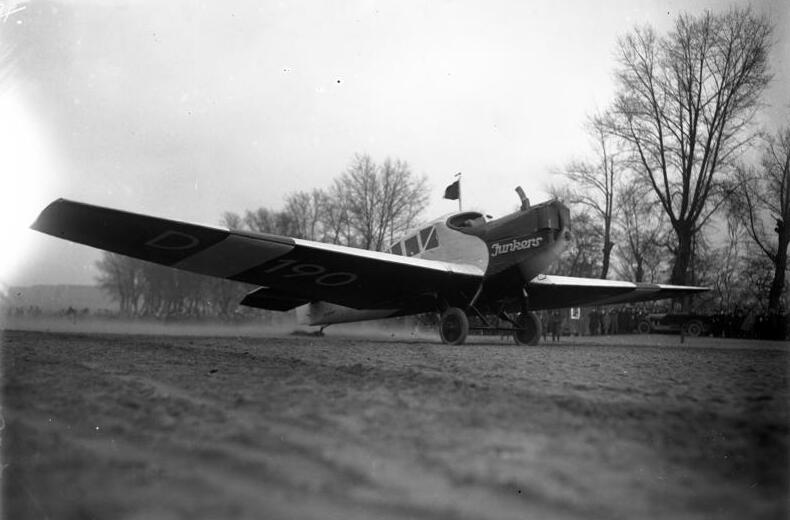
F 13 fy D-190 firmy Lloyd Ostflug poté Junkers Luftverkehrs AG.

V Německu F-13 sloužily u tradičního tuzemského dopravce Lufthansa v počtu 55 kusů, která poslední stroje vyřadila z pravidelné linky Vratislav-Jelení Hora (tehdy Breslau a Hirschberg) až v roce 1938.
F-13 používaly také Junkersovy společnosti Junkers Luftverkehr a dopravní pobočka v Íránu Junkers Luftverkehr Persien. Zde F-13a v roce 1924 používalo také íránské vojenské letectvo.
Už v roce 1920 se typ podařilo prostřednictvím Johna Larsena exportovat do USA pod označením JL-6. Pro americkou poštovní správu létalo osm exemplářů na spoji New York-Chicago-Omaha a na některých úsecích dálkové linky New York-San Francisco.
V roce 1921 získal pilot E. A. Stinson na JL-6 vytrvalostní rekord 26 h 19,5 min.

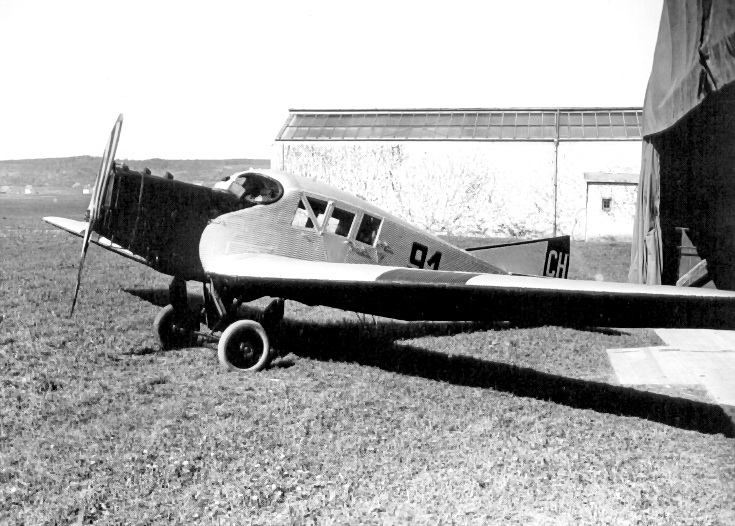
Junkers F 13 (CH 91) letecké společnosti Ad Astra Aero

Největší počet F-13 (49 letounů) se dostalo do SSSR, kam první kusy Junkers dodal v roce 1922. V tomto a následujícím roce byly nasazeny na lince Moskva-Nižnij Novgorod (Gorkij). Poté zakoupila společnost Dobrolet 10 strojů F-13, které létaly mezi Moskvou a Kazaní, Taškentem a Alma Atou, Bucharou, Chivou a Dušanbe. V SSSR byly tyto letouny používány rovněž dopravními společnostmi Ukrvozduchpuť a Zakavia.
V roce 1924 zakoupilo Ministerstvo veřejných prací na III. mezinárodní letecké výstavě v Praze jeden exemplář Junkers F-13ci (výr. č. 741, L-BALH) se zvětšeným rozpětím křídla, který byl osazen motorem Walter W-IV. Uvažovalo se i o zakoupení licence, ale československé továrny v té době nebyly připraveny na komplikovanou stavbu celokovového letounu. Letoun původní imatrikulace D-431 pojmenovaný Steissvogel, vyrobený v roce 1925 a krátce vlastněný společností Junkers byl s imatrikulací L-BALH využíván ČSA do roku 1927. Byl zkušebně nasazen u ČSA avšak do pravidelného provozu na tratě nebyl nikdy nasazen. V roce 1928 byl vojenským letectvem využíván ke zkouškám radiostanic a v letech 1931 až 1933 létal s imatrikulací OK-ALH v Moravskoslezském Aeroklubu Brno. Letoun byl z leteckého rejstříku vyřazen 5. ledna 1934 po letecké havárii 7. září 1933.
Polsko odebralo 16 strojů, kde sloužily u společností Aero-Targ Poznan a PLL Aerolot, používány byly rovněž u Danziger Luftpost Svobodného města Gdaňsk.
K dalším civilním uživatelům patřila např. švýcarská letecká společnost Ad Astra Aero, britská firma Imperial Oil Ltd., nebo brazilské aeorlinky Varig, kde byl poslední letoun F-13 (PP-VAG) vyřazen až v roce 1948.
Stroje Junkers F-13 využívala také řada vojenských letectev, mj. Bolívie, Číny, Švédska (1928-1943) a Finska (jednotka LeLv 44).

## Zajímavosti
Jeden ze strojů tohoto typu použil bývalý rakousko-uherský panovník Karel I. při svém nezdařeném pokusu o znovuzískání trůnu v Maďarsku koncem října 1921, kdy spolu se svou manželkou Zitou vzlétli ze švýcarského letiště Dübendorff, přistáli na upraveném poli u maďarské obce Dénesfa a následně pokračovali vlakem ze Šoproně do Budapešti.
Junkers F 13 (D-1608) byl osobním letounem průkopníka letectví v Československé republice, velkopodnikatele a zakladatele obuvnického impéria Tomáše Bati. Stal se mu osudným. Dne 12. července 1932 došlo na firemním letišti v Otrokovicích k vážné letecké nehodě. Jejími oběťmi se stali dva zakladatelé zlínského letectví: továrník Tomáš Baťa a šéfpilot Jindřich Brouček. Jejich letadlo Junkers F 13 se krátce po startu brzy ráno, při plánovaném letu do města Möhlin, za snížené viditelnosti v údolí řeky Moravy, zřítilo do prostoru pomocných závodů továrny necelý kilometr od letiště. Replika letounu Junkers F 13 je k vidění v budově Památníku Tomáše Bati ve Zlíně.

## Specifikace (F 13de)

Junkers F 13

### Technické údaje
- Osádka: 2
- Kapacita: čtyři cestující nebo 689 kg nákladu
- Rozpětí: 17,75 m
- Délka: 9,60 m
- Výška: 4,10 m
- Nosná plocha: 43 m²
- Hmotnost prázdného letounu: 1 225 kg
- Max. vzletová hmotnost: 2 000 kg
- Pohonná jednotka: 1 × vodou chlazený řadový šestiválec Junkers L5 o výkonu 228 kW

### Výkony
- Maximální rychlost: 185 km/h
- Dostup: 5000 m
- Stoupavost: 198 m/min
- Dolet: 980 km